# ستيف كيرك
ستيف كيرك (بالإنجليزية: Steve Kirk)‏ (3 يناير 1963 بكيركالدي في المملكة المتحدة - ) هو مدرب كرة قدم ولاعب كرة قدم بريطاني في مركز الهجوم. لعب مع ريث روفرز وستوك سيتي ونادي بارتيك ثيسل ونادي فالكيرك ونادي ماذرويل ونادي إيست فيف ونادي اربوراث.

## وصلات خارجية
- ستيف كيرك على موقع قاعدة بيانات كرة القدم.إي يو (الإنجليزية)
- ستيف كيرك على موقع Soccerbase.com (لاعب) (الإنجليزية)
- ستيف كيرك على موقع Soccerbase.com (مدرب) (الإنجليزية)